# 2107 Ilmari
2107 Ilmari este un asteroid din centura principală, descoperit pe 12 noiembrie 1941, de Liisi Oterma.